# Мукашы
Мукашы (каз. Мұқашы) — село в Зайсанском районе Восточно-Казахстанской области Казахстана. Входит в состав Карабулакского сельского округа. Код КАТО — 634639400.

## Население
В 1999 году население села составляло 95 человек (46 мужчин и 49 женщин). По данным переписи 2009 года, в селе проживало 56 человек (33 мужчины и 23 женщины).